# ホオカノ
ホオカノ (Hookano) は日本出身の競走馬、種牡馬。日本出身の競走馬として初めてアメリカ合衆国で種牡馬となった。

## 経歴
競走馬時代は当初中央競馬に所属し、4歳時（旧表記）より競走に出走。1979年に嶋田潤の騎乗により重賞の新潟記念を優勝した。
翌1980年も新潟記念に出走したが5着に終わっている。地方競馬では1980年に中央競馬招待競走へ出走したが最下位に敗れた。
1981年、「新潟記念を勝ったくらいでは馬肉になる」という話を聞いた馬主の滝谷守はアメリカへ移送し競走生活を続行させたが勝利を挙げることはできず（滝谷自身は移送の理由を気管支炎の治療のためとし、レースにはいちども出走させていないとしていた）、競走馬を引退したあとはアメリカのレイジーダブルハート牧場で種牡馬となった。

## 血統表
| ホオカノの血統（マンノウォー系 / Nearco 4×4=12.50%、Pharos 5×5×5=9.38%、Man o' War 5×5=6.25%、Uganda 5×5=6.25%） | ホオカノの血統（マンノウォー系 / Nearco 4×4=12.50%、Pharos 5×5×5=9.38%、Man o' War 5×5=6.25%、Uganda 5×5=6.25%） | ホオカノの血統（マンノウォー系 / Nearco 4×4=12.50%、Pharos 5×5×5=9.38%、Man o' War 5×5=6.25%、Uganda 5×5=6.25%） | （血統表の出典） | （血統表の出典） |
| 父 *シルバーシャーク Silver Shark 1963 芦毛                                                                      | 父の父Buisson Ardent 1953 栗毛                                                                                   | Relic | War Relic        | War Relic        |
| 父 *シルバーシャーク Silver Shark 1963 芦毛                                                                      | 父の父Buisson Ardent 1953 栗毛                                                                                   | Relic | Bridal Colors    |                  |
| 父 *シルバーシャーク Silver Shark 1963 芦毛                                                                      | 父の父Buisson Ardent 1953 栗毛                                                                                   | Rose o'Lynn | Pherozshah       | Pherozshah       |
| 父 *シルバーシャーク Silver Shark 1963 芦毛                                                                      | 父の父Buisson Ardent 1953 栗毛                                                                                   | Rose o'Lynn | Rocklyn          |                  |
| 父 *シルバーシャーク Silver Shark 1963 芦毛                                                                      | 父の母Palsaka 1954 芦毛                                                                                          | Palestine | Fair Trial       | Fair Trial       |
| 父 *シルバーシャーク Silver Shark 1963 芦毛                                                                      | 父の母Palsaka 1954 芦毛                                                                                          | Palestine | Una              |                  |
| 父 *シルバーシャーク Silver Shark 1963 芦毛                                                                      | 父の母Palsaka 1954 芦毛                                                                                          | Masaka | Nearco           | Nearco           |
| 父 *シルバーシャーク Silver Shark 1963 芦毛                                                                      | 父の母Palsaka 1954 芦毛                                                                                          | Masaka | Majideh          |                  |
| 母 *フィット Fit 1969 鹿毛                                                                                       | 母の父Sailor 1952 栗毛                                                                                           | Eight Thirty | Pilate           | Pilate           |
| 母 *フィット Fit 1969 鹿毛                                                                                       | 母の父Sailor 1952 栗毛                                                                                           | Eight Thirty | Dinner Time      |                  |
| 母 *フィット Fit 1969 鹿毛                                                                                       | 母の父Sailor 1952 栗毛                                                                                           | Flota | Jack High        | Jack High        |
| 母 *フィット Fit 1969 鹿毛                                                                                       | 母の父Sailor 1952 栗毛                                                                                           | Flota | Armada           |                  |
| 母 *フィット Fit 1969 鹿毛                                                                                       | 母の母In Shape 1954 鹿毛                                                                                         | Sayajirao | Nearco           | Nearco           |
| 母 *フィット Fit 1969 鹿毛                                                                                       | 母の母In Shape 1954 鹿毛                                                                                         | Sayajirao | Rosy Legend      |                  |
| 母 *フィット Fit 1969 鹿毛                                                                                       | 母の母In Shape 1954 鹿毛                                                                                         | Sonibai | Solario          | Solario          |
| 母 *フィット Fit 1969 鹿毛                                                                                       | 母の母In Shape 1954 鹿毛                                                                                         | Sonibai | Udaipur F-No.3-e |                  |

母はアメリカ合衆国産。祖母In Shapeの半兄に日本でリーディングサイアーを獲得した名種牡馬ヒンドスタンがいる。